# لیس کلار
لیس کلار (استونیایی: Liis Klaar؛ زادهٔ ۲۵ ژانویهٔ ۱۹۳۸) جامعه‌شناس، سیاستمدار زن و نماینده سابق مجلس اهل استونی است.